# Engin Güngör
Engin Güngör (Nijmegen, 17 mei 1986) is een Nederlands-Turks voetballer die als aanvaller speelt.
Hij maakte zijn debuut bij FC Eindhoven op 2 februari 2007 in de uitwedstrijd tegen de Graafschap. In de thuiswedstrijd tegen TOP Oss op 30 maart 2007 maakte hij zijn eerste doelpunt voor FC Eindhoven. Voordat hij bij FC Eindhoven speelde, vertegenwoordigde hij de jeugdelftallen van Quick 1888 en van N.E.C.. In 2005 werd hij tweede in de verkiezing voor beste speler uit de landelijke A jeugd competitie van de KNVB achter Jonathan de Guzmán en voor Eljero Elia. In januari van 2007, na een conflict met een medespeler, werden beide spelers door N.E.C. ontslagen. Vlak daarna kwam hij bij FC Eindhoven. 
Vanaf de zomer van 2008 komt hij uit voor Turkse Eredivisionist Hacettepe Spor Kulübü waar hij een contract tot medio 2013 tekende. Die club verhuurde hem de eerste zes maanden van 2010 aan Kastamonuspor. Begin 2011 stapte hij over naar Gaziosmanpaşaspor. In het seizoen 2011/12 kwam hij uit voor Tarsus Idman Yurdu en van 2012 tot 2015 speelde hij voor Altınordu SK. Begin 2015 ging hij voor Keçiörengücü spelen en in de zomer van 2015 stapte hij over naar Kırklarelispor. In januari 2017 ging hij naar Manisa Büyükşehir Belediyespor en in januari 2018 zou hij naar Muğlaspor gaan. Dit ketste na de presentatie alsnog af en in februari vervolgde hij zijn loopbaan in de 2. Lig bij Ottocool Karagümrük waar hij tot medio 2019 tekende. Begin augustus 2018 stapte Güngör over naar Osmaniyespor FK dat uitkomt in de 3. Lig. Vanaf januari 2019 speelde hij voor JVC Cuijk. Met de club degradeerde hij uit de Derde divisie en medio 2019 stopte JVC Cuijk vanwege financiële problemen ook met het eerste team. Güngör keerde in juni 2019 terug bij zijn eerste club Quick 1888.

## Carrière
| 2006/07 | FC Eindhoven | 10 | 1 | Eerste divisie |   |   |   |   |   |
| 2007/08 | FC Eindhoven | 26 | 4 | Eerste divisie |   |   |   |   |   |
| 2008/09 | Hacettepe    |    |   | Süper Lig      |   |   |   |   |   |
| Totaal  | Totaal       | 36 | 5 | 5              | 5 | 5 | 5 | 5 | 5 |